# 昂韦奇
昂韦奇（法語：Enveitg，法語：[ɑ̃vɛtʃ] ⓘ）是法国东比利牛斯省的一个市镇，位于该省西部，靠近西班牙边境。属于普拉德区。

## 地理
昂韦奇（42°27'36"N, 1°54'53"E）面积30.52 平方千米，位于法国奧克西塔尼大區东比利牛斯省，该省份为法国大陆部分最南部的省份，涵盖了北加泰罗尼亚，北起奥德省，西接阿列日省和安道尔，南与西班牙接壤，东临地中海。
与昂韦奇接壤的市镇（或旧市镇、城区）包括：吉尔斯-德塞尔达尼亚、普奇塞达、于尔、拉图尔德卡罗勒、波泰皮莫朗斯、多尔、波尔塔。
昂韦奇的时区为UTC+01:00、UTC+02:00（夏令时）。

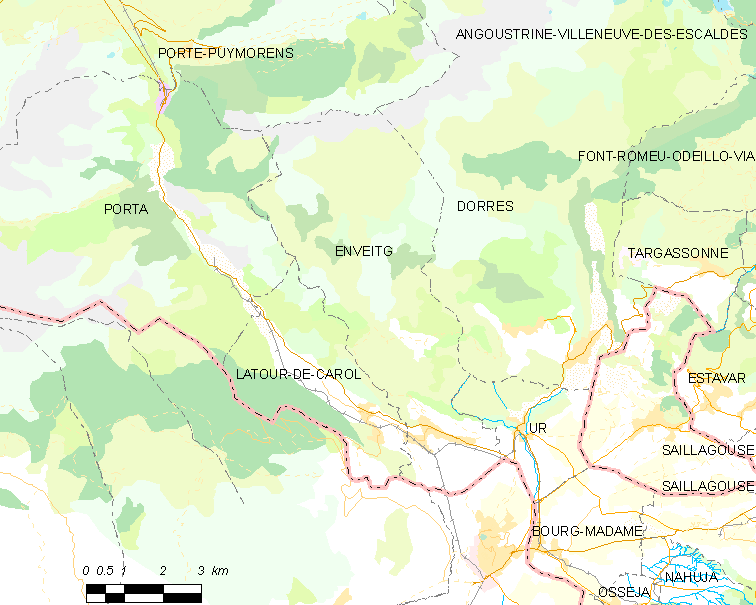
昂韦奇的OSM定位图

## 行政
昂韦奇的邮政编码为66760，INSEE市镇编码为66066。

## 政治
昂韦奇所属的省级选区为加泰罗尼亚比利牛斯县。

## 人口

1962-2008年间昂韦奇人口变化图示

昂韦奇于2022年1月1日时的人口数量为614人。

## 交通
拉图尔德卡罗勒站位于其境内。